# Sabadel-Lauzès
Sabadel-Lauzès är en kommun i departementet Lot i regionen Occitanien i södra Frankrike. Kommunen ligger i kantonen Lauzès som tillhör arrondissementet Cahors. År 2022 hade Sabadel-Lauzès 91 invånare.

## Befolkningsutveckling
Antalet invånare i kommunen Sabadel-Lauzès
| Referens: INSEE |